# 소련의 국가원수
소련 헌법은 최고 소비에트 상임간부회 의장을 소련에서 가장 높은 국가기관 대표라고 규정하고 있다. 상임간부회 의장은 국가원수로서 의전상의 기능을 많이 수행하지만 실제 권력은 거의 없었다. 실권은 정부수반인 각료평의회 의장이나 공산당 총수인 공산당 중앙위원회 서기장이 갖는다. 그나마도 1977년 이후로는 대개 서기장이 상임간부회 의장을 겸임하였다.

## 역대 소련 국가원수
| №  | 성명 (생몰연도)                                   | 증명사진                                                                                | 재임기간                                          | 집회                                              |
| 1  |                                                   |                                                                                         |                                                   |                                                   |
| 1  | 소비에트 회의 중앙집행위원회 의장 (1922년–1938년) | 소비에트 회의 중앙집행위원회 의장 (1922년–1938년)                                       | 소비에트 회의 중앙집행위원회 의장 (1922년–1938년) | 소비에트 회의 중앙집행위원회 의장 (1922년–1938년) |
| -- | ------------------------------------------------- | --------------------------------------------------------------------------------------- | ------------------------------------------------- | ------------------------------------------------- |
| 1  | 미하일 칼리닌 (1875년–1946년)                     |                                                                                         | 1922년 12월 30일 – 1938년 1월 12일                | 제1차–제8차                                       |
| 1  | 최고 소비에트 상임간부회 의장 (1938년–1989년)     |                                                                                         |                                                   |                                                   |
| 1  | 미하일 칼리닌 (1875년–1946년)                     |                                                                                         | 1938년 1월 17일 – 1946년 3월 19일                 | 제1차                                             |
| 2  | 니콜라이 시베르니크 (1888년–1970년)               | A picture taken by the Soviet Government of Nikolai Shvernik in grey                    | 1946년 3월 19일 – 1953년 3월 6일                  | 제2차–제3차                                       |
| 3  | 클리멘트 보로실로프 (1881년–1969년)               | A photo taken in 1937 of Kliment Voroshilov                                             | 1953년 3월 15일 – 1960년 5월 7일                  | 제3차–제5차                                       |
| 4  | 레오니트 브레즈네프 (1906년–1982년)               |                                                                                         | 1960년 5월 7일 – 1964년 7월 15일                  | 제5차–제6차                                       |
| 5  | 아나스타스 미코얀 (1895년–1978년)                 |                                                                                         | 1964년 7월 15일 – 1965년 12월 9일                 | 제6차                                             |
| 6  | 니콜라이 포드고르니 (1903년–1983년)               | Nikolai Podgorny as depicted during his visit to the German Democratic Republic in 1963 | 1965년 12월 9일 – 1977년 6월 16일                 | 제6차–제9차                                       |
| 7  | 레오니트 브레즈네프 (1906년–1982년)               |                                                                                         | 1977년 6월 16일 – 1982년 11월 10일                | 제9차–제10차                                      |
| —  | (권한대행) 바실리 쿠즈네초프 (1901년–1990년)      |                                                                                         | 1982년 11월 10일 – 1983년 6월 16일                | 제10차                                            |
| 8  | 유리 안드로포프 (1914년–1984년)                   | Yuri Andropov as seen in 1963 in the German Democratic Republic                         | 1983년 6월 16일 – 1984년 2월 9일                  | 제10차                                            |
| —  | (권한대행) 바실리 쿠즈네초프 (1901년–1990년)      |                                                                                         | 1984년 2월 9일 – 1984년 4월 11일                  | 제11차                                            |
| 8  | 콘스탄틴 체르넨코 (1911년–1985년)                 |                                                                                         | 1984년 4월 11일 – 1985년 3월 10일                 | 제11차                                            |
| —  | (권한대행) 바실리 쿠즈네초프 (1901년–1990년)      |                                                                                         | 1985년 3월 10일 – 1985년 7월 27일                 | 제11차                                            |
| 9  | 안드레이 그로미코 (1909년–1989년)                 | Gromyko at the Conference on Security and Cooperation in Europe                         | 1985년 7월 27일 – 1988년 10월 1일                 | 제11차                                            |
| 10 | 미하일 고르바초프 (1931년–2022년)                 | Mikhail Gorbachev as depicted during his state visit to the United States in 1987       | 1988년 10월 1일 – 1989년 5월 25일                 | 제11차–제12차                                     |
| 10 | 소련 최고 소비에트 의장 (1989년–1990년)           |                                                                                         |                                                   |                                                   |
| 10 | 미하일 고르바초프 (1931년–2022년)                 | Mikhail Gorbachev as depicted during his state visit to the United States in 1987       | 1989년 5월 25일 – 1990년 3월 15일                 | 제12차                                            |
| 1  | 소비에트 연방 대통령 (1990년–1991년)              | 소비에트 연방 대통령 (1990년–1991년)                                                    | 소비에트 연방 대통령 (1990년–1991년)              | 소비에트 연방 대통령 (1990년–1991년)              |
| 1  | 미하일 고르바초프 (1931년–2022년)                 | Mikhail Gorbachev as depicted during his state visit to the United States in 1987       | 1990년 3월 15일 – 1991년 12월 25일                | 제12차                                            |

## 같이 보기
- 소련 최고 소비에트 상임위원회
- 소련 최고 소비에트
- 소련 지도부
- 소련의 정부수반
- 소련 공산당 서기장